# 阿卡拉皮
阿卡拉皮是巴西塞阿拉州的一个市镇。总面积155.188平方公里，总人口14559人，人口密度93.8人/平方公里。